# Kal (Polska)
Kal (niem. Kehlen, Kielno) – wieś w Polsce położona w województwie warmińsko-mazurskim, w powiecie węgorzewskim, w gminie Węgorzewo. Wieś znajduje się na półwyspie, pomiędzy jeziorami Mamry i Święcajty.
W latach 1975–1998 miejscowość administracyjnie należała do województwa suwalskiego.

## Historia
Wieś została założona przez Anzelma von Tettau, który w 1469 roku otrzymał zamek Węgobork wraz z otaczającą puszczą od namiestnika Henryka Reuss von Plauen. Przywilej lokacyjny na prośbę Anzelma von Tettau wystawił 8 kwietnia 1478 roku wielki mistrz Marcin Truchsess von Wetzhausen. Nazwa wsi (Kele, Kehlen) przejęta została zapewne od pruskich nazw wodnych. 
W roku 1540 w Kalu, liczącym 60 włók, na prawie magdeburskim, mieszkały 24 rodziny, utrzymujące się z obowiązkowego bartnictwa, rybołówstwa i polowania. Kal był wsią królewską. Mieszkańcy byli ludźmi wolnymi. Nie odbywali służby wojskowej na sposób rycerski oraz nie pracowali przy budowie i naprawie zamków. W 1540 roku po raz pierwszy odnotowano funkcję sołtysa.
Mieszkańcy Kalu posiadali przywilej główszczyzny w wysokości ośmiu grzywien („jeśli zabije się człowieka (…) przyznaje się jego główszczyznę krewnym”).
Mieszały się tu wpływy pruskie, litewskie i polskie, o czym mogą świadczyć napisy w tych językach na legendarnym słupie w Kalu. Jednak już w XVI wieku wieś uległa całkowitej polonizacji. W drugiej połowie XVII wieku kartograf książęcy, Józef Naronowicz-Naroński, odkrył i odnotował na swej mapie ślady staropruskiego grodziska, położonego nad brzegiem jeziora, na południowym krańcu wsi. W późniejszym czasie na ślady te już nie natrafiono. 
W 1737 roku we wsi funkcjonowała jednoklasowa szkoła. 
W spisie z roku 1858 odnotowano 58 włók i 10 mórg ziemi oraz 590 mieszkańców.
W roku 1939 mieszkało we wsi 770 osób.